# 牛頭宗
牛頭宗，又稱牛頭禪，佛教禪宗派別之一，6—7世紀旁出於三論宗。以牛頭山為其名。始於法融大師，相傳為四祖道信法嗣，是禪宗的旁支，其間法席大盛，自成一派，此即禪宗分派之始。後世以五祖弘忍之“東山宗”對稱，特稱為“牛頭宗”。但據印順法師考證，牛頭宗應是受三論宗與天台宗影響，融合了南方禪觀，而獨立發展出的地區性宗派。宗風以牛頭法融禪師為主，乃四祖道信門下旁係禪門。
它與禪宗幾乎是同時開始發展，在初唐至中唐間極為盛行。但因教義與禪宗接近，被禪宗所融攝，傳承斷絕，因此較不為後世所知。
在宗鏡錄中，記載著融大師的話語。在絕觀論中則記載與門生的對答。而巧合的兩者均為問答式作品。
牛頭宗的發源于宏覺寺，初建於南朝梁武帝天監二年(503年)，原名佛窟寺，又稱弘覺寺，清代為避乾隆帝弘曆名諱，故更名為宏覺寺。

## 源流
牛頭宗的法系傳承始於法融大師，其後為智巖、慧方、法持、智威、慧忠。但是在智威之前的傳承並不明確，這個傳承世系是至智威及其後的門徒所建立的。
牛頭宗初祖法融，從三論宗茅山大明法師處出家，秉持三論宗攝山僧詮建立的宗風，別出牛頭一系。他貫通義學與禪修，慈悲柔忍，為江東佛教立下新的風範。傳統上認為他是禪宗四祖道信門下，但經學者考證，這個說法是不可靠的：在禪法重傳承，重印證的要求下，達摩禪盛行，幾乎非達摩禪就不足以弘通的情況下，牛頭山產生了道信印證法融的傳說。如李華（約七六〇撰）《潤州鶴林寺故徑山大師碑銘》說：
|  | 初，達摩祖師傳法三世，至信大師。信大師門人達者曰融大師，居牛頭山，得自然智慧。信大師就而證之，且曰：七佛教戒諸三昧門，語有差別，義無差別。群生根器，各各不同，唯最上乘，攝而歸一。涼風既至，百實皆成。汝能總持，吾亦隨喜。由是無上覺路，分為此宗。 |

這應該是牛頭宗方面的傳說。法融「得自然智慧」，並不是從道信得悟的；道信「就而證之」，是道信到牛頭山來，而不是法融到黃梅去，這都是維持了牛頭禪獨立的尊嚴。既經過道信的印證，也就有了師資的意義。但這是「無上覺路，分為此宗」，是一分為二，與弘忍的東山宗，分庭抗禮。相信這是牛頭山傳說的原始意義。
太和三年（八二九），牛頭山為法融建新塔，劉禹錫作記。雖還是一分為二，而多少有了變化，如《牛頭山第一祖融大師新塔記》說：
|  | （達摩）東來中華，華人奉之為第一祖。又三傳至雙峰信公，雙峰廣其道而歧之：一為東山宗，能、秀、寂，其後也。一為牛頭宗，巖、持、威、鶴林、徑山，其後也。 |

|  | 貞觀中，雙峰過江，望牛頭，頓錫曰：此山有道氣，宜有得之者。乃東，果與（融）大師相遇。性合神契，至於無言，同躋智地，密付真印，揭立江左。 |

在法融之後，牛頭宗的傳承並不明確；智威晚年，這一傳說──五代說已經形成，所以智威對玄素說：「東南正法，待汝興行！命於別位，開導來學」。智威傳慧忠，慧忠是當然的牛頭六祖了。所以，印顺以为：牛頭六代，也是一代一人的付囑說，是模倣東山法門的（否則，何必將傳承不明的禪師，列成五代、六代呢）。
牛頭宗傳至五祖智威時，開始成為一個重要的地區性教團，同時期，曹溪六祖惠能弘揚南宗禪，北方則是神秀、普寂一系，開始有鼎足而三的氣勢。其後，六祖慧忠，鶴林玄素，及其後徑山法欽時牛頭禪大盛，與洛陽荷澤神會，江南的洪州道一、石頭希遷，並為禪宗重鎮。但是至徑山法欽之後，後繼無人，影響力逐漸被曹溪洪州宗所掩蓋。

## 世系
金陵牛頭山六世祖宗 
- 第一世法融禪師
- 第二世智巖禪師
- 第三世慧方禪師
- 第四世法持禪師
- 第五世智威禪師
- 第六世慧忠禪師

## 宗風
一
牛頭宗初祖法融原出自三論宗門下，所以理論基礎建立在《般若經》及《中論》、《百論》、《十二門論》、《廣百論》之上，強調「一切皆空」、「本來無事」。在修行上，重視禪坐的修持，經由禪定而能達到「喪己忘情」的境界，最終至於「無所得」。如《高僧傳·法度傳》說：
「朗，本遼東人。為性廣學，思力該普，凡厥經律，皆能講說。華嚴、三論，最所命家。今上（梁武帝）深見器重，敕諸義士受業於山」。
當時，梁武帝派了十人上山去學，而修學有成就的，僅「止觀僧詮」一人。僧朗與僧詮，都在山禪講兼修，不出外弘化的。攝山的學風，如《續僧傳·法朗傳》說：
「初攝山僧詮，受業朗公，玄旨所明，唯存中觀。自非心會析理，何能契此清言！而頓跡幽林，禪味相得。及後四公（朗、勇、辯、布）往赴，三業資承；爰初誓不涉言，及久乃為敷演。故詮公命曰：此法精妙，識者能行，無使出房，輒有開示。故經云：計我見者，莫說此經。深樂法者，不為多說。良由藥病有以，不可徒行」。
因為教法相近，它與曹溪門下的石頭宗有密切的關係，圭峰宗密所著《禪源諸詮集都序》將此二宗同判為「泯絕無寄宗」。會昌法難之後，此宗衰微，後世將它併入曹溪門下，被認為它是一個不重要的支派，它的重要性與獨立性也因此被湮没了。
二
達摩禪從「二入四行」的「安心」，及傳說的「安心法門」，道信的「入道安心要方便」以來，一貫以「安心方便」著名。而道信從「念佛心是佛」，樹立了「即心是佛」，「心淨成佛」，更顯出『楞伽』佛語心（後人說「佛語心為宗」）的特色。對於這，牛頭禪採取了獨特的立場，如《絕觀論》（第一問答）開宗明義說：

「問曰：云何名心？云何安心」？
「答曰：汝不須立心，亦不須強安，可謂安矣」！
三
《絕觀論》以「大道沖虛幽寂」開端，立「虛空為道本」，说明牛頭禪與南朝玄學的關係，是異常密切的。依印顺分析，原因如下：
- 義學曾經盛行南朝，雖受到玄學的多少影響，而總還能保持佛法的特質。從陳亡（五八八）到貞觀十七年（六四三），法融成立禪室，義學的漸衰，已有半個世紀了。義學不明，佛法容易與世間學說相混雜。
- 南朝佛教有反「唯心」的傳統：如真諦在嶺南譯出大量的唯心論書，卻不能在南朝流通。
- 法融遍讀內外典籍，是一位精研般若而又傳涉「道書」的學者。多讀道書，也就不覺的深受其影響了！如『續僧傳』卷二〇（附編）《法融傳》說：

「（法融）年十九，翰林文典，探索將盡」。
「丹陽牛頭山佛窟寺，有七藏經畫：一、佛經，二、道書，三、佛經史，四、俗經史，五、醫力圖符。……內外尋閱，不謝昏曉，因循八年，抄略粗畢」。
「虛空為道本」：這裡的「虛空」，是（性）空、空性、空寂、寂滅的別名，如經說：「如來法身畢，竟寂寞猶如虛空」。「道」，原是玄學的主題，是不落於名言、心思的。凡言說所及的，心思所及的一切相對（佛法中稱為「二」）法，都不等於道，道是超越一切而不可思議的。玄學說道「以無為本」，在佛法，應該說：「虛空為道本」。
四
般若南宗，根源於攝山，經茅山而移到牛頭山。法融從茅山來，有弘護佛教的熱忱。精通四經、三論，又通世間學問；不以聞思的「義學」為滿足，而求禪心的自證。生活恬淡，慈悲柔忍，能馴伏毒蛇猛獸（慈悲柔忍，成為牛頭的特色。如智巖的為病人服役；法持與智威的以遺體飼鳥獸；智威、慧忠，法融弟子僧瑗，智巖弟子善伏，都有馴伏猛虎的傳說）。

## 學術資源
- 孫金波 牛頭禪與般若空觀的關涉 2002 浙江溫州師範學院
- 王鼎興 牛頭法融禪學思想研究 2000 私立東吳大學
- 楊曾文 唐代宗密及其禪教會通論 1999 中華佛學學報第12期
- 楊曾文 牛頭法融及其禪法 1995 東大圖書
- 關口眞大 禅とは何か 1964 禅文化研究所
- 關口眞大 達摩和尚絶觀論は牛頭法融の撰述たるを論ず 1957 日本印度学仏教学会
- 關口眞大 達摩大師の研究: 達摩大師の思想と達摩禪の形成 1957 花園大学